# Woodford Island
Woodford Island är en ö i Australien. Den ligger i delstaten New South Wales, i den sydöstra delen av landet, omkring 520 kilometer norr om delstatshuvudstaden Sydney. Arean är 70 kvadratkilometer. Den sträcker sig 12,2 kilometer i nord-sydlig riktning, och 12,2 kilometer i öst-västlig riktning.
Följande samhällen finns på Woodford Island:
- Ilarwill

Trakten runt Woodford Island består till största delen av jordbruksmark. Runt Woodford Island är det glesbefolkat, med 16 invånare per kvadratkilometer. Genomsnittlig årsnederbörd är 1 541 millimeter. Den regnigaste månaden är januari, med i genomsnitt 241 mm nederbörd, och den torraste är oktober, med 28 mm nederbörd.